# Hämnaren (film, 1944)
Hämnaren (originaltitel: The Lodger) är en amerikansk skräckfilm från 1944 som regisserades av John Brahm.

## Handling
London, sent 1800-tal. Seriemördaren Jack Uppskäraren härjar och mördar prostituerade kvinnor.
Familjen Bonting tvingas skaffa en inneboende på grund av ekonomiska problem. Han verkar vara en helt vanlig, trevlig ung man. Men Mrs. Burton misstänker att det är han som är Jack Uppskäraren på grund av hans konstiga vanor.

## Om filmen
Filmen är en nyinspelning av Alfred Hitchcocks The Lodger: A Story of the London Fog från 1927, och år 2009 gjordes det en till nyinspelning av filmen med titeln The Lodger.

## Rollista i urval
- Merle Oberon - Kitty Langley
- George Sanders - John Warwick
- Laird Cregar - Mr. Slade
- Cedric Hardwicke - Robert Bonting
- Sara Allgood - Ellen Bonting
- Aubrey Mather - Sutherland
- Queenie Leonard - Daisy